# 菅真理子
菅 真理子（すが まりこ、1953年〈昭和28年〉11月28日 - ）は、第99代内閣総理大臣である菅義偉の妻。

## 来歴

### 生い立ち
静岡県清水市（現・静岡市清水区）で生まれる。両親は食料品卸会社を経営しており、缶詰や飲料水などをスーパーマーケットに卸していた。地元の公立中学校には進学せず、静岡大学教育学部附属静岡中学校に進学。中学校ではバレーボール部に在籍した。
中学校卒業後、静岡県立清水東高等学校に進学。高校では弓道部に在籍した。
高校卒業後、静岡女子大学（現・静岡県立大学）に進学し、家政学部を卒業した。

### 大学卒業後
衆議院議員であった小此木彦三郎の自宅にて、家事手伝いとして住み込みで勤務した。この頃、小此木の秘書を務めていた菅義偉と知り合い、結婚した。菅が1987年（昭和62年）の横浜市会議員選挙に立候補し、初当選を果たす。以降、政治家の妻として義偉を支える。なるべく目立たないように留意しており、表舞台に立つことを避けている。義偉の事務所には選挙期間中しか足を踏み入れないが、期間中は最初に出勤して事務所の前を掃除しているという。選挙演説などでマイクを握ることも稀だとされるが、菅が不在の場合に代理で挨拶する機会もあるという。病気により任期途中で辞任した安倍晋三首相の後任を決める自民党総裁選に、内閣官房長官として7年8ヶ月の安倍長期政権を支えた菅が立候補を表明した記者会見で締めた青色の「勝負ネクタイ」は、真理子夫人がプレゼントしたものだった。
2020年10月、菅の首相就任後初外遊となったベトナム、インドネシア訪問に同行して外交デビューし、当時の首相夫人同士の懇談などに臨んだ。
2021年6月、イギリス・コーンウォールで開催されたG7サミットに同行し、2日目の夕食会のバーベキューではボリス・ジョンソン首相のキャリー夫人と2人で会話をする様子があった。また菅が韓国の文在寅大統領と会話をした後、文大統領夫妻と真理子夫人だけで会話をする場面もあった。
菅の首相退任後の2022年9月27日、日本武道館にて実施された故安倍晋三国葬儀で友人代表として弔辞を述べた菅に同伴し参列した。

## 人物

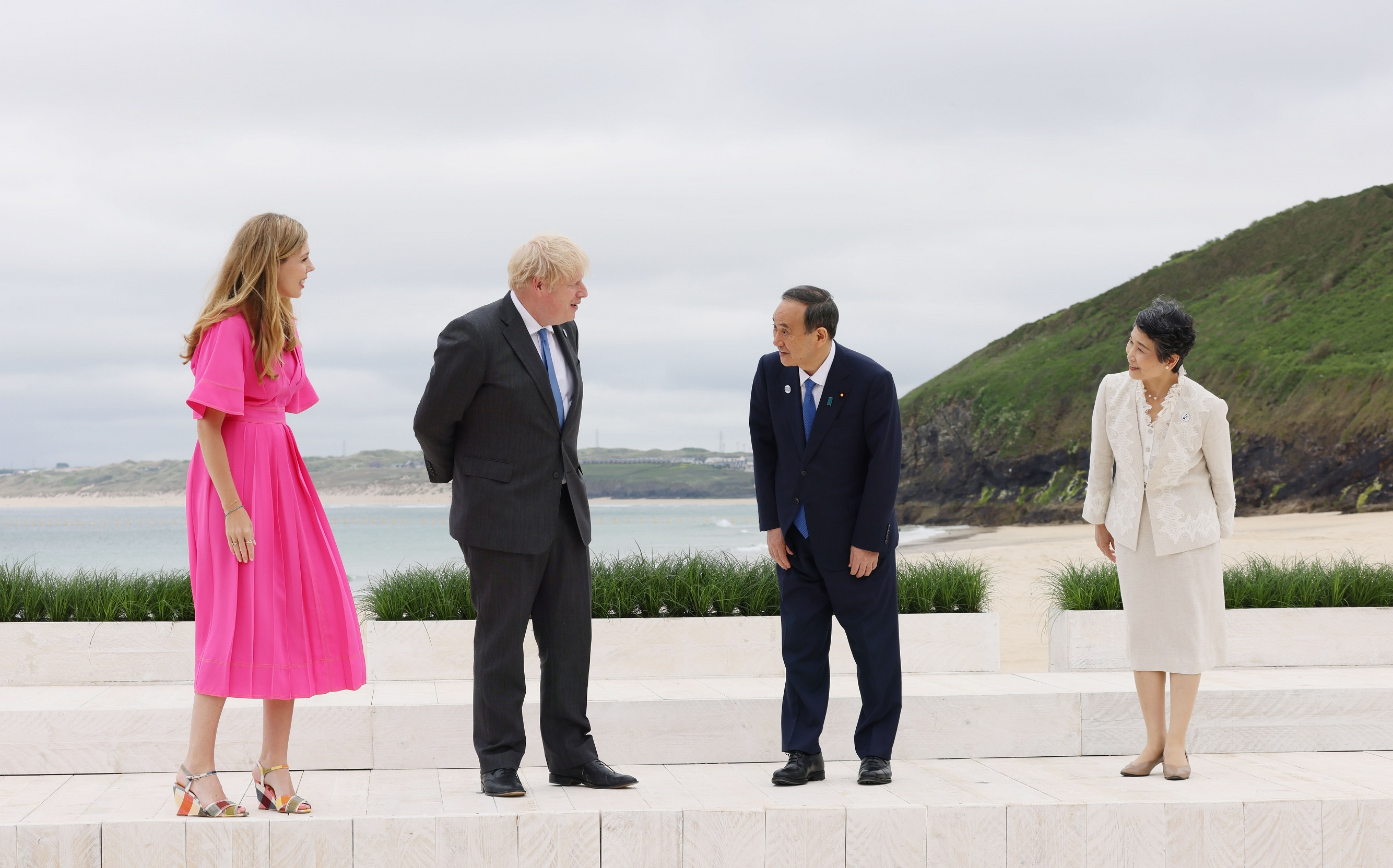
2021年G7サミットでのボリス・ジョンソン英首相夫妻と菅夫妻

中国の『環球時報』は、義偉の内閣総理大臣就任直後に一面で伝え、さらに特集を組むほど注目したが、本人は就任前まで表舞台に立つことはなかった。1987年、義偉が横浜市会議員に初当選して以来の付き合いのある横浜市会議員の田野井一雄は真理子のことを「自分のわきまえを踏まえ、清楚で笑顔が素敵な女性で、挨拶は大の苦手だが、いざというときにはしっかりと充実したスピーチができる」などと評した。また、中学校時代の教師は「でしゃばる方ではないが、芯は大変強い。夫にアドバイスができる。ただただ仕えるというよりもいいパートナーになれる」と評した。
表舞台に立つことが少ないためメディアが写真を探すのも大変だったと伝えられる。ただ、即位の礼「内閣総理大臣夫妻主催晩餐会」では白のスーツに真珠のネックレスを着けて義偉の後ろを歩く姿がメディアに捉えられていた。義偉の番記者の前田洋平が国会で偶然顔を合わせたものの夫人だとは気付かなかったほど控え目だったが、その際には「菅が大変お世話になっています」と挨拶されたというエピソードがある。義偉自身は、民放テレビ番組において総裁選立候補に際して「一番の難敵は真理子だった」と発言した。目立つのが嫌だという理由からだが、官房長官就任時にもひと悶着あり、義偉が内閣官房長官公邸に住もうとしたところを真理子が嫌がったという。